# Парадокс Карри
Парадокс Карри — парадоксальный вывод из утверждения: «Если это утверждение верно, то русалки существуют». Вместо существования русалок может указываться любое неправдоподобное или ложное заявление (в английском оригинале — существование Санта-Клауса). Ход мыслей, ведущий к парадоксу, строится следующим образом:
- Обозначим через {\displaystyle S} высказывание «Если {\displaystyle S} верно, то русалки существуют»;
- Мы не знаем, верно ли высказывание {\displaystyle S}. Но если бы высказывание {\displaystyle S} было верным, то это влекло бы существование русалок;
- Но именно это и утверждается в высказывании {\displaystyle S}, таким образом {\displaystyle S} — верно;
- Следовательно, русалки существуют!

Причиной парадокса Карри является использование в утверждении недопустимой ссылки на само себя. В строго формализованных теориях парадокс Карри не появляется, однако некоторые исследователи отмечают, что теорема Лёба может рассматриваться как результат формализации рассуждений, аналогичных парадоксу Карри, с помощью гёделевской нумерации.
Парадокс рассматривался математиком Хаскеллом Карри, в честь которого и получил своё название. Иногда называется парадоксом Лёба по имени Мартина Хуго Лёба.

## Применение
Логический парадокс, это рассуждение либо высказывание, в котором, пользуясь средствами, не выходящими (по видимости) за рамки логики, и посылками, которые кажутся заведомо приемлемыми, приходят к заведомо неприемлемому результату. Ввиду того, что парадоксы обнажают скрытые концептуальные противоречия и переводят их в прямые и открытые, они, согласно законам творческого мышления, помогают при развитии новых идей и концепций. Английский логик Рамсей предложил отличать логические парадоксы от парадоксов семантических, основанных не только на логике, но и на конкретной интерпретации понятий. Многие (причём самые принципиальные) парадоксы находятся на стыке данных двух групп. Таковы, например, известный с эпохи античности парадокс лжеца или не менее известный парадокс Рассела: «пусть R – множество всех множеств, не являющихся собственными элементами, т.е. R = {x| х ∉ х}. Тогда R ∈ R означает, что R ∈ {х| х ∉ х}, а это означает, что R ∉ R.Т.о., R ∈ R эквивалентно R ∉ R».
Критический шаг логического рассуждения, применяющегося в знаменитом парадоксе Кантора о множестве всех множеств, имеет ту же логическую форму.
Более тонко выявлена крайняя опасность автореференции (предложений, ссылающихся на самих себя) в парадоксе Карри, выявляющем глубинные логические корни, в частности парадоксов лжеца и Рассела. «Пусть A – произвольное высказывание. Пусть B – высказывание «Если B, то A». Допустим B. Тогда B = A. Значит, из B следует A в силу правила дедукции, и B доказано без всяких допущений. Но тогда доказано и A».
Таким образом, Карри показал, что обычная импликация в любой системе с автореференцией позволяет вывести любое предложение, что является грубой формой противоречия (противоречивость по Карри).